# Cock.0z Mixtape
Cock.0z Mixtape – ósmy album studyjny polskiego rapera Kaza Bałaganego. Wydawnictwo ukazało się 27 sierpnia 2021 nakładem wytwórni muzycznej Narkopop w dystrybucji Step Hurt.
Album jest utrzymany w stylu muzyki hip-hop. Składa się z wersji standardowej (1 CD).
Płyta dotarła do 1. miejsca polskiej listy sprzedaży – OLiS. Wydawnictwo uzyskało status platynowej płyty, przekraczając liczbę 30 tysięcy sprzedanych kopii.

## Lista utworów
Opracowano na podstawie materiału źródłowego.
| Cock.0z Mixtape – Wersja standardowa | Cock.0z Mixtape – Wersja standardowa     | Cock.0z Mixtape – Wersja standardowa |
| Nr                                   | Tytuł utworu                             | Długość                              |
| ------------------------------------ | ---------------------------------------- | ------------------------------------ |
| 1.                                   | „Mgła”                                   | 2:18                                 |
| 2.                                   | „Opalony cham”                           | 2:43                                 |
| 3.                                   | „Ananas”                                 | 2:52                                 |
| 4.                                   | „Money mitch”                            | 3:32                                 |
| 5.                                   | „Multi Pochette”                         | 2:19                                 |
| 6.                                   | „W materiale”                            | 3:06                                 |
| 7.                                   | „Milionerek skit”                        | 3:28                                 |
| 8.                                   | „Blueface” (oraz Młody Dron)             | 3:06                                 |
| 9.                                   | „Trap/Hip hopster” (oraz Kaczy Proceder) | 3:41                                 |
| 10.                                  | „Miodek”                                 | 3:00                                 |
| 11.                                  | „Srebrna sukienka”                       | 2:15                                 |
| 12.                                  | „Dorex”                                  | 3:42                                 |
| 13.                                  | „Audemars”                               | 3:48                                 |
| 14.                                  | „Insalata Mista (po co)” (oraz Koldi)    | 2:52                                 |
| 15.                                  | „To idzie” (oraz Gicik A’Mane)           | 3:37                                 |
| 16.                                  | „Lotto” (oraz Kabe)                      | 2:58                                 |
| 17.                                  | „Szafa” (oraz PRO8L3M)                   | 2:57                                 |
| 18.                                  | „Szukam cienia (oraz matkaboska, Avi)”   | 3:08                                 |
| 19.                                  | „Tudej”                                  | 2:58                                 |
| 20.                                  | „Shopping”                               | 2:30                                 |
| 21.                                  | „Sparing” (oraz Smolasty)                | 2:12                                 |
| 22.                                  | „Włóczęga”                               | 2:48                                 |
| 23.                                  | „Dodatkowe jajko”                        | 2:54                                 |
| 24.                                  | „Pomówienia” (oraz Kobik)                | 2:47                                 |
|                                      |                                          | 1:11:31                              |

## Pozycja na liście sprzedaży

### Pozycja na liście tygodniowej
| Kraj   | Lista (2021)  | Najwyższa pozycja |
| ------ | ------------- | ----------------- |
| Polska | OLiS – albumy | 1                 |

## Certyfikaty
| Kraj          | Certyfikat      | Sprzedaż |
| ------------- | --------------- | -------- |
| Polska (ZPAV) | platynowa płyta | 30 000+  |